# 6511 Furmanov
A 6511 Furmanov (ideiglenes jelöléssel 1987 QR11) a Naprendszer kisbolygóövében található aszteroida. Ljudmila Ivanovna Csernih fedezte fel 1987. augusztus 27-én.